# Vuelta a Andalucía 1994
La 40ª edición de la Vuelta a Andalucía se disputó entre el 8 y el 13 de febrero de 1994 con un recorrido de 859,4 km dividido en 6 etapas, una de ellas doble, con inicio en Chiclana de la Frontera y final en Granada. 
El vencedor, el italiano Stefano Della Santa, cubrió la prueba a una velocidad media de 35,048 km/h. Los también corredores italianos Adriano Baffi y Mariano Piccoli consiguieron respectivamente la clasificación de la regularidad y la de la montaña, mientras que la de la de metas volantes para el español José Antonio Espinosa.

## Etapas
| Etapa  | Fecha         | Recorrido                                         | Km        | Ganador de la etapa |
| 1ª     | 8 de febrero  | Chiclana de la Frontera - Chiclana de la Frontera | 118,0     | Ángel Edo           |
| 2ª     | 9 de febrero  | Trebujena - Dos Hermanas                          | 173,1     | Adriano Baffi       |
| 3ª     | 10 de febrero | Morón de la Frontera - Torrox-Costa               | 202,0     | Adriano Baffi       |
| 4ª     | 11 de febrero | Torrox - Sierra Nevada                            | 156,0     | Stefano Della Santa |
| 5ª (a) | 12 de febrero | Alcalá la Real - Jaén                             | 79,2      | Ján Svorada         |
| 5ª (b) | 12 de febrero | Jaén - Jaén                                       | 6,8 (CRI) | Stefano Della Santa |
| 6ª     | 13 de febrero | Torredonjimeno - Granada                          | 124,0     | Adriano Baffi       |